# Новоромблюв
Новоромблюв (пол. Noworąblów) — село в Польщі, у гміні Карчміська Опольського повіту Люблінського воєводства.
Населення — 168 осіб (2011).

## Демографія
Демографічна структура станом на 31 березня 2011 року:
|          | Загалом | Допрацездатний вік | Працездатний вік | Постпрацездатний вік |
| -------- | ------- | ------------------ | ---------------- | -------------------- |
| Чоловіки | 79      | 14                 | 53               | 12                   |
| Жінки    | 89      | 14                 | 53               | 22                   |
| Разом    | 168     | 28                 | 106              | 34                   |